# 皆野町
皆野町（日语：／ Minano machi */?）是日本埼玉縣西北部的町，隸屬於秩父郡，人口約1万1千人。

## 交通

### 鐵路
秩父鐵道
- 秩父本線：親鼻站 - 皆野站